# Chris Núñez
Chris Núñez (Miami, 19 aprile 1973) è un personaggio televisivo e tatuatore statunitense.
È il proprietario della Handcrafted Tattoo and Art Gallery, un negozio di tatuaggi situato nel centro di Miami, in Florida. È anche un giudice del programma televisivo Ink Master.

## Vita privata
Nuñez, di origine cubana, è cresciuto a Miami, in Florida. Suo padre morì quando Nunez era giovane, e il suo primo tatuaggio, all'età di 16 anni, sono stati i nomi dei suoi genitori.
È sposato con Carole-Anne Leonard.

## Carriera
Dopo essere stato un artista di graffiti, Nuñez passa al tatuaggio, anche se dopo l'apertura di un negozio di tatuaggi con gli amici, ha continuato comunque a fare graffiti. È il proprietario della Handcrafted Tattoo e della Galleria d'arte di Miami.
È stato un membro del cast dello show Miami Ink, e successivamente è diventato un giudice di Ink Master, in cui giudica i tatuatori che gareggiano in varie sfide, valutando le loro relative competenze artistiche e tecniche.
È socio della società di media Ridgeline Impero..